# Xipiu cendrós
El xipiu cendrós (Microspingus cinereus) és un ocell de la família dels tràupids (Thraupidae).

## Hàbitat i distribució
Habita boscos i camps del centre del Brasil.